# Marmara salictella
Marmara salictella là một loài bướm đêm thuộc họ Gracillariidae. Loài này có ở Québec, Connecticut, Maine, Vermont, Virginia, California và các tiểu bang ven Đại Tây Dương.
Ấu trùng ăn Salix species, bao gồm Salix lasiolepis và Salix lutea. They create an extremely long và narrow mine năm young twigs. The mine is only a tract beneath the young và delicate cuticle of the branches.

## Phân loại
Một loài Marmara species feeding on Citrus species was originally identified as Marmara salictella. Later research concluded this species is distinct. It is now known as Marmara gulosa.
1. ↑  Global Taxonomic Database of Gracillariidae (Lepidoptera)[liên kết hỏng]